# Triángulo abierto
Triángulo abierto fue un programa radial chileno emitido entre 1993 y 2007, y que se convirtió en el primer espacio de su tipo dedicado exclusivamente a la diversidad sexual en el país.

## Historia
La primera emisión del programa se realizó por Radio Tierra el 15 de junio de 1993, emitiéndose inicialmente los días martes a las 23:00 y siendo sus primeros presentadores Víctor Hugo Robles y Soledad Suit; el nombre derivaba de los triángulos utilizados por los nazis para identificar a los prisioneros de los campos de concentración, que en el caso de los homosexuales correspondía a uno de color rosa. Producto de diferencias políticas entre los dirigentes del Movimiento de Liberación Homosexual y la nueva directora de la emisora —Carolina Rosetti—, en 1996 el espacio deja Radio Tierra y se traslada a Radio Nuevo Mundo; en ese mismo año surge el segmento «Con la Luna en el ombligo», primer espacio del programa dedicado exclusivamente a temáticas lésbicas.
Durante sus primeros años al aire, también desempeñaron funciones en Triángulo abierto Juan Pablo Sutherland, Héctor Núñez, Marloré Morán y Soledad Véliz Díaz, y participaron en diversas ocasiones invitados como Pedro Lemebel y Francisco Casas —integrantes del dúo Las Yeguas del Apocalipsis—, Patricia Rivadeneira, Andrés Pérez, María Antonieta Saa y Raúl Zurita, entre otros. El espacio también realizó charlas, foros políticos y fiestas de aniversario, como por ejemplo la realizada en la discoteca Naxos el 30 de mayo de 1995.
En 1998 Triángulo abierto retornó a Radio Tierra y el mismo año surge el segmento denominado «Ama-zonas», a cargo de la Coordinadora Lésbica y que a partir de 1999 se convertiría en un programa independiente. Parte del archivo sonoro de Triángulo abierto, principalmente de los segmentos dedicados a cultura lésbica, fueron donados en 2012 al Archivo Nacional de Chile para su preservación.
Hacia 2005 el programa se realizaba los días martes de 19:00 a 20:00, y se emitió por última vez en Radio Tierra en 2007. Posteriormente, el 19 de mayo de 2019 se iniciaron en Radio Universidad de Chile las transmisiones de Siempre Viva en Vivo, programa realizado por Víctor Hugo Robles y que busca continuar el legado de Triángulo abierto.